# Wendy D’Olive
Wendy Deborah D’Olive (* 14. April 1954 in Rom) ist eine italienische Schauspielerin und Model.

## Leben
D’Olive ist die Tochter eines Fotomodells und eines amerikanischen Vaters. Sie hat eine jüngere Schwester, Leslie. Wie ihre Mutter begann sie ihre Laufbahn in jungen Jahren mit Fotositzungen für Werbeplakate, in deren Folge sie in der Fernsehserie David Copperfield auftrat. Von 1967 an war sie auch hin und wieder für das Kino tätig, bevor sie im Mai 1973 eine bis 1987 andauernde und 431 Ausgaben umfassende Karriere als Darstellerin in Fotoromanen begann.

## Filmografie (Auswahl)
- 1967: Mano di velluto
- 1971: Scipione detto anche l'Africano
- 1971: Das Messer (Una farfalla con le ali insanguinate)
- 1974: Das Geheimnis des gelben Grabes (L’etrusco uccide ancora)
- 1975: Die Rotröcke (Giubbe rosse)
- 1977: Una spirale di nebbia